# Myelobia lanceolatus
Myelobia lanceolatus is een vlinder uit de familie van de grasmotten (Crambidae). De wetenschappelijke naam van deze soort is voor het eerst voorgesteld als Donacoscaptes lanceolatus door Philipp Christoph Zeller in een publicatie uit 1881.
De soort komt voor in Colombia.